# Aéroport de Londres-Heathrow
L'aéroport d'Heathrow, également connu sous le nom de Londres Heathrow, code IATA : LHR • code OACI : EGLL, est un aéroport international majeur à Londres, au Royaume-Uni. En 2017, Heathrow est le septième aéroport le plus fréquenté au monde avec 78 millions de passagers transporté. En 2019, il a accueilli un record de 80,8 millions de passagers, soit une augmentation de 0,9 % par rapport à 2018. En 2023, c'est le premier aéroport d'Europe et le deuxième aéroport du monde en termes de fréquentation de passagers internationaux. Heathrow est l'un des cinq grands aéroports près de Londres avec Gatwick au sud, Stansted au nord-est, Luton au nord-ouest et Londres-City à l'est.
L'installation aéroportuaire appartient à Heathrow Airport Holdings et est exploitée par elle.
Heathrow se trouve à 25km (15.5 miles) à l'ouest du centre de Londres, et a deux pistes est-ouest parallèles ainsi que quatre terminaux opérationnels sur un site qui couvre 12,27 kilomètres carrés (4,74 milles carrés). L'aéroport est le hub principal de British Airways et la principale base d'exploitation de Virgin Atlantic.
En septembre 2012, le gouvernement du Royaume-Uni a créé la Commission des aéroports, une commission indépendante présidée par Sir Howard Davies pour examiner diverses options pour accroître la capacité des aéroports britanniques. En juillet 2015, la commission a soutenu une troisième piste à Heathrow, que le gouvernement a approuvée en octobre 2016. Cependant, la Cour d'appel du Royaume-Uni a rejeté ce projet de troisième piste à Heathrow, en raison de préoccupations concernant le changement climatique et l'impact environnemental de l'aviation.
Le 21 mars 2025, un incendie dans une installation électrique a entraîné la fermeture exceptionnelle de l’aéroport de Heathrow, perturbant fortement le trafic aérien international et causant des milliers d’annulations ou de détournements de vols.

## Emplacement
Heathrow se situe à 25km à l'ouest du centre de Londres, sur une parcelle de terrain désignée partie de la ceinture verte métropolitaine. Il est situé à 4,8 km à l'ouest de la ville de Hounslow, à 3 milles au sud de Hayes et à 3 milles au nord-est de Staines-upon-Thames.
L'aéroport est entouré par les villages de Harlington, Harmondsworth et Longford au nord et les quartiers de Cranford et Hatton à l'est. Au sud se trouvent Feltham, Bedfont et Stanwell tandis qu'à l'ouest Heathrow est séparé de Wraysbury, Horton et Windsor dans le Berkshire par l'autoroute M25. Heathrow tombe entièrement dans les limites du Borough de Hillingdon, et sous la zone du code postal de Twickenham, avec le code postal TW6. L'aéroport est situé dans la circonscription parlementaire de Hayes et Harlington.
Comme l'aéroport est situé à l'ouest de Londres et que ses pistes sont orientées est-ouest, l'approche d'atterrissage d'un avion de ligne se fait généralement directement au-dessus de l'agglomération de Londres lorsque le vent vient de l'ouest, ce qui est la plupart du temps.
Avec Gatwick, Stansted, Luton, Southend et London City, Heathrow est l'un des six aéroports avec des services réguliers desservant la région de Londres.

## Histoire
L'aéroport d'Heathrow est né en 1929 comme un petit aérodrome (Great West Aerodrome) sur une terre au sud-est du hameau de Heathrow d'où l'aéroport tire son nom. À cette époque, la terre était constituée de fermes, de jardins maraîchers et de vergers ; il y avait une "ferme Heathrow" à peu près où se trouve le terminal 2 moderne, une "salle Heathrow" et une "maison Heathrow". Ce hameau était en grande partie le long d'une route de campagne (Heathrow Road), qui courait à peu près le long des bords est et sud de la zone terminale centrale actuelle.
Le développement de l'ensemble de la région de Heathrow en tant qu'aéroport beaucoup plus grand a commencé en 1944. Il a été déclaré qu'il s'agissait d'avions militaires longue distance à destination de l'Extrême-Orient; au moment où l'aérodrome touchait à sa fin, la Seconde Guerre mondiale était terminée et le gouvernement britannique continuait de développer l'aéroport comme aéroport civil. L'aéroport a été ouvert le 25 mars 1946 sous le nom de London Airport et a été renommé Heathrow Airport en 1966. Le plan de l'aéroport a été conçu par Sir Frederick Gibberd, qui a conçu les terminaux et les bâtiments de la zone centrale d'origine, y compris la tour de contrôle d'origine et la Chapelle de la foi de St George.

## Opérations

### Installations
L'aéroport d'Heathrow est utilisé par plus de 80 compagnies aériennes desservant 185 destinations dans 84 pays. L'aéroport est la principale plaque tournante de British Airways et une base pour Virgin Atlantic. Il dispose de quatre terminaux passagers. Sur les 78 millions de passagers d'Heathrow en 2017, 94% étaient des voyageurs internationaux; les 6% restants étaient à destination (ou en provenance) de lieux au Royaume-Uni. La destination unique la plus fréquentée en nombre de passagers est New York, avec plus de 3 millions de passagers entre LHR et JFK en 2013.

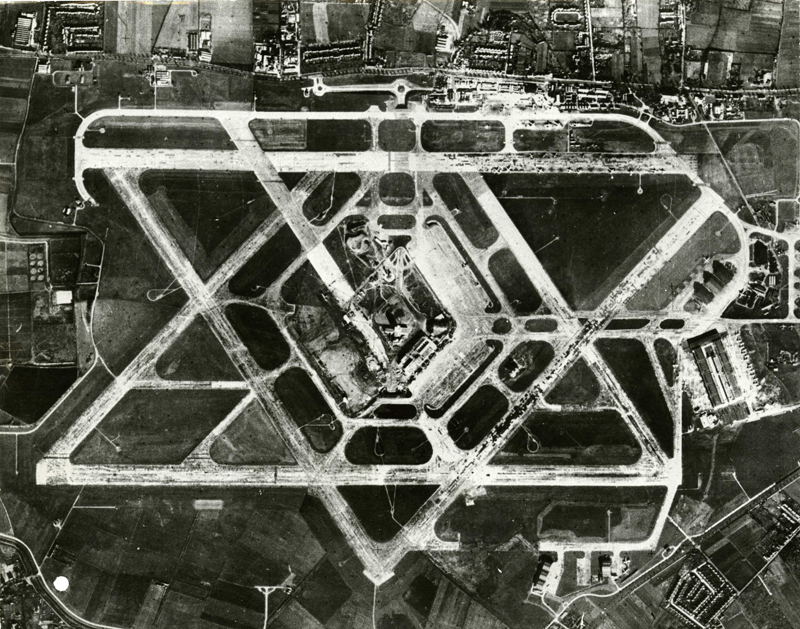
L'aéroport en 1955 avant la construction des terminaux

Dans les années 1950, Heathrow avait six pistes, disposées en trois paires à des angles différents en forme d'hexagramme avec le terminal passagers permanent au milieu et l'ancien terminal le long du bord nord du champ; deux de ses pistes seraient toujours à moins de 30 ° de la direction du vent. Comme la longueur requise pour les pistes a augmenté, Heathrow ne possède plus que deux pistes parallèles orientées est-ouest. Ce sont des versions étendues des deux pistes est-ouest de l'hexagramme d'origine. De l'air, presque toutes les pistes originales peuvent encore être vues, incorporées dans le système actuel de voies de circulation. Au nord de la piste nord et de l'ancienne voie de circulation et des aires de trafic, maintenant le site de vastes parkings, se trouve l'entrée du tunnel d'accès et le site du gardien de porte non officiel de Heathrow". Depuis de nombreuses années, siège d'un modèle réduit à 40% d'un British Airways Concorde, G-CONC, le site est occupé par un modèle d'un Airbus A380 d'Emirates depuis 2008.
L'aéroport d'Heathrow compte des aumôniers anglicans, catholiques, de l'Église libre, hindous, juifs, musulmans et sikhs. Il y a une salle de prière multiconfessionnelle et une salle de conseil dans chaque terminal, en plus de la chapelle interconfessionnelle St. George dans une voûte souterraine adjacente à l'ancienne tour de contrôle, où ont lieu les services chrétiens. Les aumôniers organisent et dirigent des prières à certains moments dans la salle de prière.
L'aéroport possède son propre service de presse résident, composé de six photographes et d'une équipe de télévision, qui dessert tous les principaux journaux et chaînes de télévision du monde.
La plupart des routes internes d'Heathrow sont initialement codées par région: N au nord (par exemple Newall Road), E à l'est (par exemple Elmdon Road), S au sud (par exemple Stratford Road), W à l'ouest (par exemple Walrus Road), C au centre (par exemple Camborne Road).

### Mouvements de vol
Les avions destinés à Heathrow sont généralement acheminés vers l'un des quatre points d'attente.

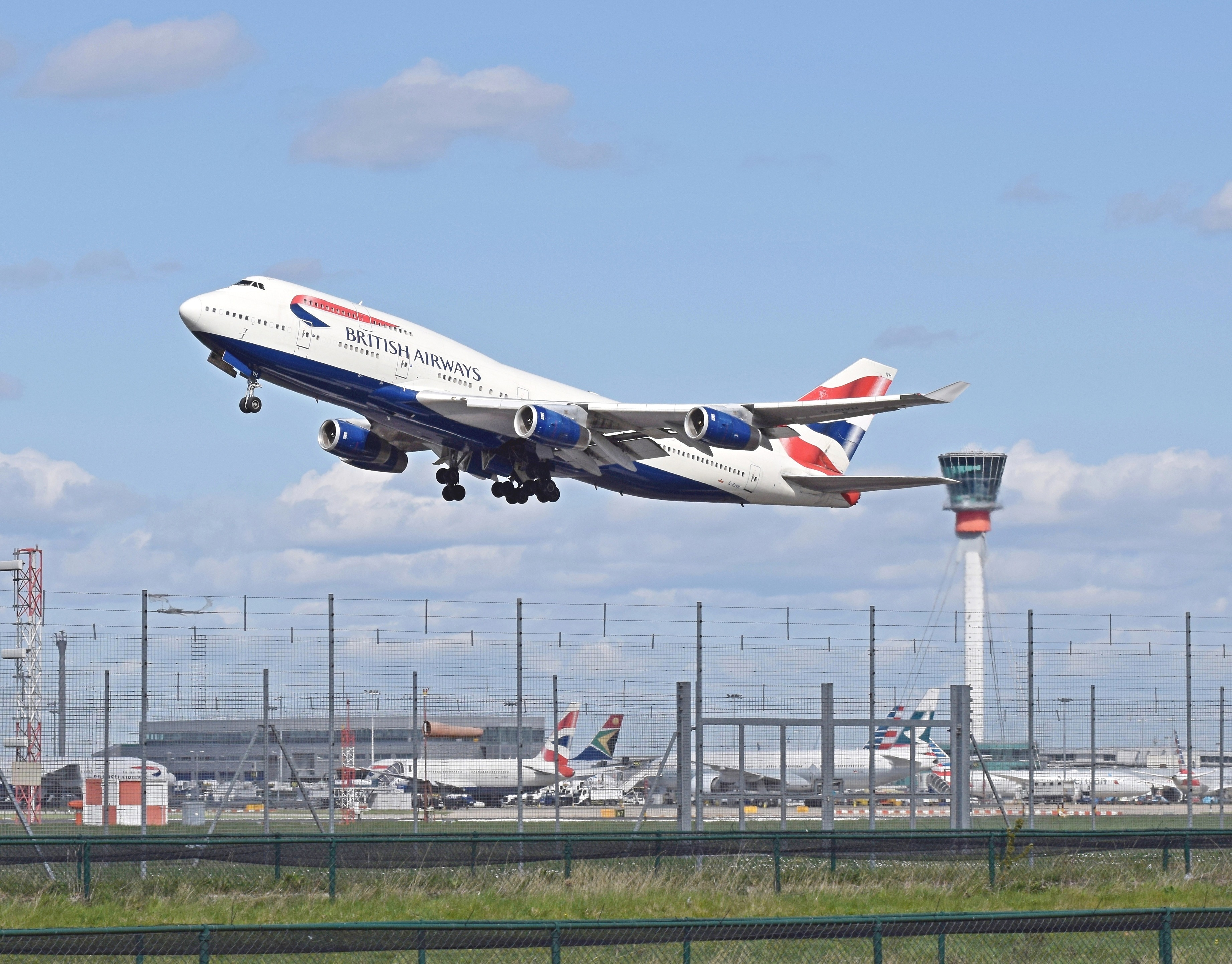
Un Boeing 747 de British Airways décolle depuis la piste 27L; la tour de contrôle est en arrière plan

Les contrôleurs aériens de Heathrow Approach Control (basés à Swanwick, Hampshire) guident ensuite l'avion vers leur approche finale, fusionnant les avions des quatre cales en un seul flux de trafic, parfois aussi proche que 2,5 milles marins (4,6 km; 2,9 mi) une part. Les techniques d'approche en descente sont considérablement utilisées pour minimiser les effets environnementaux des aéronefs à l'arrivée, en particulier la nuit. Une fois qu'un avion est établi en approche finale, le contrôle est transféré à la tour Heathrow.
Lorsque l'alternance de piste a été introduite, les avions ont généré beaucoup plus de bruit au départ qu'à l'atterrissage, de sorte qu'une préférence pour les opérations vers l'ouest pendant la lumière du jour a été introduite, ce qui se poursuit encore aujourd'hui. Dans ce mode, les avions décollent vers l'ouest et atterrissent depuis l'est au-dessus de Londres, minimisant ainsi l'impact du bruit sur les zones les plus densément peuplées. Les deux pistes d'Heathrow fonctionnent généralement en mode ségrégué, les atterrissages étant attribués à une piste et les décollages à l'autre. Afin de réduire davantage les nuisances sonores pour les personnes se trouvant sous les itinéraires d'approche et de départ, l'utilisation des pistes 27R et 27L est permutée à 15h00 chaque jour si le vent vient de l'ouest. Lorsque les débarquements se font vers l'est, il n'y a pas d'alternance; 09L reste la piste d'atterrissage et 09R la piste de décollage en raison de l'héritage de l'accord de Cranford maintenant annulé, en attente de travaux sur la voie de circulation pour permettre d'inverser les rôles. Parfois, les atterrissages sont autorisés sur la piste de départ désignée, pour aider à réduire les retards aéroportés et à positionner les avions d'atterrissage plus près de leur terminal, ce qui réduit les temps de taxi.
Les vols de nuit à Heathrow sont soumis à des restrictions. Entre 23h00 et 04h00, les avions les plus bruyants (notés QC / 8 et QC / 16) ne peuvent pas être programmés pour une utilisation. De plus, pendant la période de quota de nuit (23h30 - 06h00), il y a quatre limites:
- Une limite sur le nombre de vols autorisés;
- Un système de comptage de quotas qui limite la quantité totale de bruit autorisée, mais permet aux opérateurs de choisir d'utiliser moins d'avions bruyants ou un plus grand nombre d'avions plus silencieux;
- Les avions QC / 4 ne peuvent pas être programmés pour fonctionner.
- Un accord volontaire avec les compagnies aériennes selon lequel aucune arrivée tôt le matin ne devrait atterrir avant 04h30.

Un essai de "zones de réduction du bruit" s'est déroulé de décembre 2012 à mars 2013, qui a concentré les trajectoires de vol d'approche dans des zones définies par rapport aux trajectoires existantes qui étaient étalées. Les zones utilisées alternaient chaque semaine, ce qui signifie que les résidents des zones d'interdiction de vol bénéficiaient d'un répit du bruit des avions pendant des périodes définies. Cependant, il a été conclu que certains résidents dans d'autres régions ont connu un désavantage important à la suite de l'essai et qu'il ne devrait donc pas être poursuivi dans sa forme actuelle. Heathrow a reçu plus de 25 000 plaintes de bruit en seulement trois mois au cours de l'été 2016, mais environ la moitié ont été déposées par les mêmes dix personnes.

### Règlement
Jusqu'à ce qu'elle soit tenue de vendre les aéroports de Gatwick et de Stansted, Heathrow Airport Holdings détenait une position dominante sur le marché de l'aviation londonien et était fortement réglementée par la Civil Aviation Authority (CAA) quant au montant qu'elle pouvait facturer aux compagnies aériennes pour atterrir. L'augmentation annuelle de la redevance d'atterrissage par passager a été plafonnée à l'inflation moins 3 % jusqu'au 1er avril 2003. De 2003 à 2007, les redevances ont augmenté de l'inflation plus 6,5 % par an, portant la redevance à 9,28 £ par passager en 2007. En mars 2008, le La CAA a annoncé que la redevance serait autorisée à augmenter de 23,5 % à 12,80 £ à partir du 1er avril 2008 et à l'inflation plus 7,5% pour chacune des quatre années suivantes. En avril 2013, la CAA a annoncé une proposition pour Heathrow de facturer des frais calculés par l'inflation moins 1,3 %, se poursuivant jusqu'en 2019. Alors que le coût d'atterrissage à Heathrow est déterminé par la CAA et Heathrow Airport Holdings, l'attribution des créneaux d'atterrissage aux compagnies aériennes est effectuée par Airport Co-ordination Limited (ACL).
Jusqu'en 2008, le trafic aérien entre Heathrow et les États-Unis était strictement régi par le traité bilatéral Bermudes II des pays. À l'origine, le traité autorisait uniquement British Airways, Pan Am et TWA à voler de Heathrow aux États-Unis. En 1991, Pan Am et TWA ont vendu leurs droits à United Airlines et American Airlines respectivement, tandis que Virgin Atlantic a été ajoutée à la liste des compagnies aériennes autorisées à opérer sur ces routes. L'accord bilatéral des Bermudes était en conflit avec le droit d'établissement du Royaume-Uni concernant son adhésion à l'UE et, en conséquence, le Royaume-Uni a été condamné à abandonner l'accord en 2004. Un nouvel accord " ciel ouvert " a été signé par les États-Unis et l'Union européenne le 30 avril 2007 et est entré en vigueur le 30 mars 2008. Peu de temps après, d'autres compagnies aériennes américaines, dont Northwest Airlines, Continental Airlines, US Airways et Delta Air Lines, ont commencé à desservir Heathrow.
L'aéroport a été critiqué ces dernières années pour sa surpopulation et ses retards; selon Heathrow Airport Holdings, les installations d'Heathrow étaient initialement conçues pour accueillir 55 millions de passagers par an. Le nombre de passagers utilisant l'aéroport a atteint un record de 70 millions en 2012. En 2007, l'aéroport a été élu le moins préféré du monde, aux côtés de Chicago O'Hare, dans une enquête TripAdvisor. Cependant, l'ouverture du terminal 5 en 2008 a allégé la pression sur les installations du terminal, augmentant la capacité du terminal de l'aéroport à 90 millions de passagers par an. Un rapprochement est également en place avec McLaren Applied Technologies pour optimiser la procédure générale, réduire les retards et la pollution.
Avec seulement deux pistes, fonctionnant à plus de 98 % de leur capacité, Heathrow a peu de place pour plus de vols, bien que l'utilisation croissante d'avions plus gros tels que l'Airbus A380 permettra une certaine augmentation du nombre de passagers. Il est difficile pour les compagnies aériennes existantes d'obtenir des créneaux d'atterrissage pour leur permettre d'augmenter leurs services depuis l'aéroport, ou pour de nouvelles compagnies aériennes de commencer leurs opérations. Pour augmenter le nombre de vols, Heathrow Airport Holdings a proposé d'utiliser les deux pistes existantes en «mode mixte», ce qui permettrait aux avions de décoller et d'atterrir sur la même piste. Selon le PDG de British Airways, Willie Walsh, la capacité de l'aéroport passerait de 480 000 mouvements par an à 550 000 mouvements. Heathrow Airport Holdings a également proposé de construire une troisième piste au nord de l'aéroport, ce qui augmenterait considérablement la capacité de trafic (voir Expansion future ci-dessous).

### Sécurité
La police de l'aéroport est de la responsabilité de l'unité de la sécurité aérienne de la police métropolitaine, bien que l'armée, y compris les véhicules blindés de la cavalerie domestique, ait parfois été déployée à l'aéroport pendant les périodes de sécurité renforcée.
Des scanners corporels sont désormais utilisés à l'aéroport, et les passagers qui s'opposent à leur utilisation après avoir été sélectionnés sont tenus de se soumettre à une fouille manuelle dans une salle privée. Les scanners affichent le corps des passagers sous forme de dessin animé, avec des indicateurs montrant où peuvent se trouver des objets cachés. La nouvelle imagerie a été introduite initialement en tant que procès en septembre 2011 à la suite de plaintes concernant la vie privée. [ citation nécessaire ]
À la suite de perturbations généralisées causées par des rapports d'observations de drones à l'aéroport de Gatwick et d'un incident ultérieur à Heathrow un système de détection de drones a été installé à l'échelle de l'aéroport pour lutter contre d'éventuelles perturbations futures causées par l'utilisation illégale de drones.

## Terminaux

### Terminaux actuels

Plan d'Aéroport

#### Terminal 2

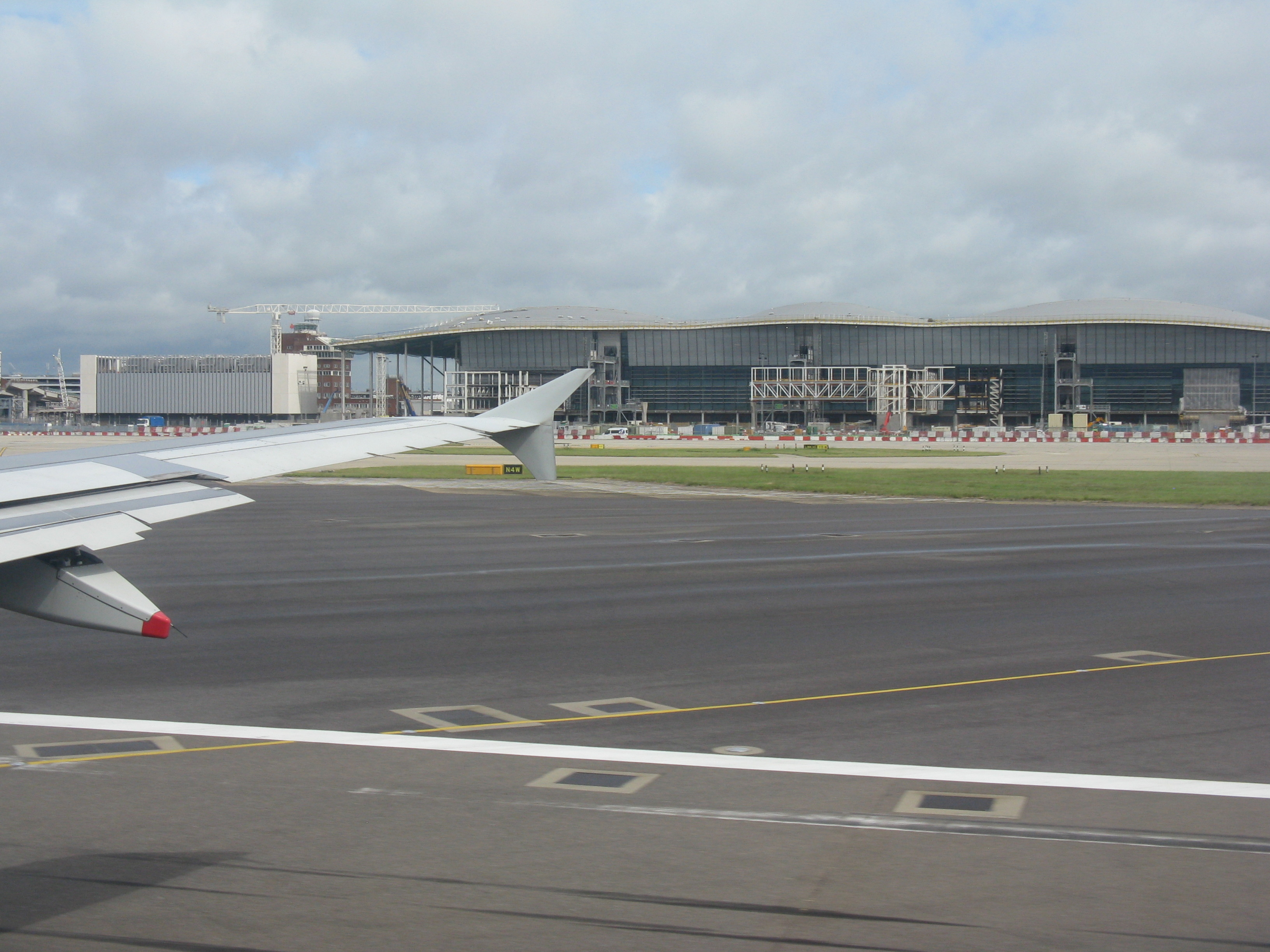
Vue vers le Terminal 2

Le plus récent terminal de l'aéroport, officiellement connu sous le nom de Queen's Terminal, a été ouvert le 4 juin 2014. Conçu par l'architecte espagnol Luis Vidal, il a été construit sur le site qui avait été occupé par le terminal 2 d'origine et les reines Bâtiment. Le complexe principal a été achevé en novembre 2013 et a subi six mois de tests avant son ouverture aux passagers.
Le terminal 2 est utilisé par tous les membres de Star Alliance qui décollent de Heathrow (regroupant les compagnies aériennes dans le cadre de la politique de co-implantation de Star Alliance "Move Under One Roof"). Aer Lingus, Eurowings et Icelandair opèrent également à partir du terminal. Les compagnies aériennes ont quitté leur emplacement d'origine pendant six mois, avec seulement 10% des vols opérant à partir de là au cours des six premières semaines (vols transatlantiques d'United Airlines) pour éviter les problèmes d'ouverture observés au terminal 5. Le 4 juin 2014, United Airlines est devenue la première compagnie aérienne à emménager dans le terminal 2 à partir des terminaux 1 et 4, suivie d'All Nippon Airways, d'Air Canada et d'Air Chinadu terminal 3. Air New Zealand, Asiana Airlines, Croatia Airlines, LOT Polish Airlines, South African Airways et TAP Air Portugal ont été les dernières compagnies aériennes à emménager le 22 octobre 2014.
Le terminal 2 d'origine a ouvert ses portes en tant que bâtiment Europa en 1955 et était le plus ancien terminal de l'aéroport. Il avait une superficie de 49 654 m2 (534 470 pieds carrés) et était conçu pour accueillir environ 1,2 million de passagers par an. Au cours de ses dernières années, il a accueilli jusqu'à 8 millions de personnes. Au total, 316 millions de passagers ont transité par le terminal au cours de sa vie. Le bâtiment a été démoli en 2010, ainsi que le Queens Building qui abritait les bureaux des compagnies aériennes.

#### Terminal 3
Le terminal 3 a ouvert ses portes en tant que terminal océanique le 13 novembre 1961 pour gérer les départs des vols long-courriers des transporteurs étrangers vers les États-Unis, l'Asie et d'autres destinations d'Extrême-Orient. À cette époque, l'aéroport avait un service d'hélicoptère direct vers le centre de Londres depuis les jardins sur le toit de l'aérogare. Renommé Terminal 3 en 1968, il a été agrandi en 1970 avec l'ajout d'un bâtiment des arrivées. Les autres installations ajoutées comprenaient les premiers trottoirs roulants du Royaume-Uni. En 2006, le nouveau Pier 6 de 105 millions de livres sterling a été achevé pour accueillir le superjumbo d'Airbus A380 ; Emirates et Qantas assurent des vols réguliers depuis le terminal 3 en utilisant l'Airbus A380.

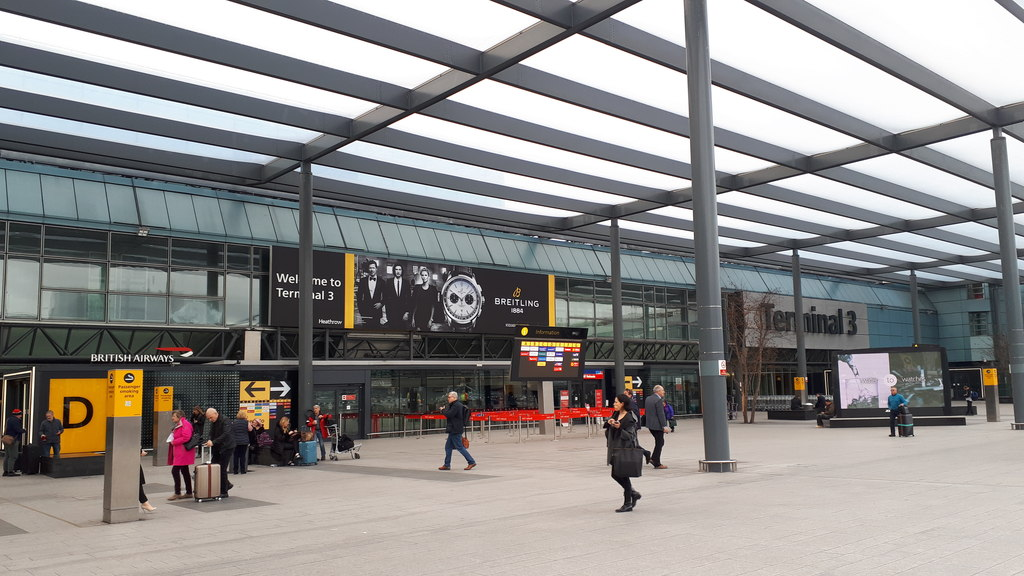
Entrée du Terminal 3

Le réaménagement du parvis du terminal 3 par l'ajout d'une nouvelle zone de dépose à quatre voies et d'une grande place piétonne, avec auvent à l'avant du terminal, a été achevé en 2007. Ces améliorations visaient à améliorer l'expérience des passagers, réduire la congestion du trafic et améliorer la sécurité. Dans le cadre de ce projet, Virgin Atlantic s'est vu attribuer sa propre zone d'enregistrement dédiée, connue sous le nom de «Zone A», qui comprend une grande sculpture et un atrium.
En 2013, le terminal 3 a une superficie de 98 962 m2 (1 065 220 pieds carrés) et en 2011, il a accueilli 19,8 millions de passagers sur 104 100 vols. Le terminal 3 abrite des membres de Oneworld (à l'exception d'Iberia, qui utilise le terminal 5, et de Malaysia Airlines, Royal Air Maroc et Qatar Airways, qui utilisent tous le terminal 4), des membres de SkyTeam, Delta Air Lines et Middle East Airlines.

#### Terminal 4
Ouvert en 1986, le terminal 4 est situé au sud de la piste sud à côté du terminal de fret et est relié aux terminaux 2 et 3 par le tunnel de fret de Heathrow. Le terminal a une superficie de 105 481 m2 (1 135 390 pieds carrés) et abrite désormais l'alliance SkyTeam, à l'exception de Delta Air Lines et Middle East Airlines, qui utilisent le terminal 3, les transporteurs Oneworld Malaysia Airlines et Qatar Airways, ainsi que la plupart des transporteurs non affiliés. Il a subi une mise à niveau de 200 millions de livres sterling pour lui permettre d'accueillir 45 compagnies aériennes avec un parvis amélioré pour réduire la congestion du trafic et améliorer la sécurité. La plupart des vols à destination du terminal 4 sont des vols en provenance d'Asie centrale, d'Afrique du Nord et du Moyen-Orient ainsi que quelques vols vers l'Europe. Une zone d'enregistrement étendue avec des quais et des salles de départ rénovés et un nouveau système de bagages ont été installés, et deux nouveaux stands ont été construits pour accueillir l'Airbus A380; Etihad Airways, Korean Air, Malaysia Airlines et Qatar Airways proposent des vols réguliers en A380.

#### Terminal 5

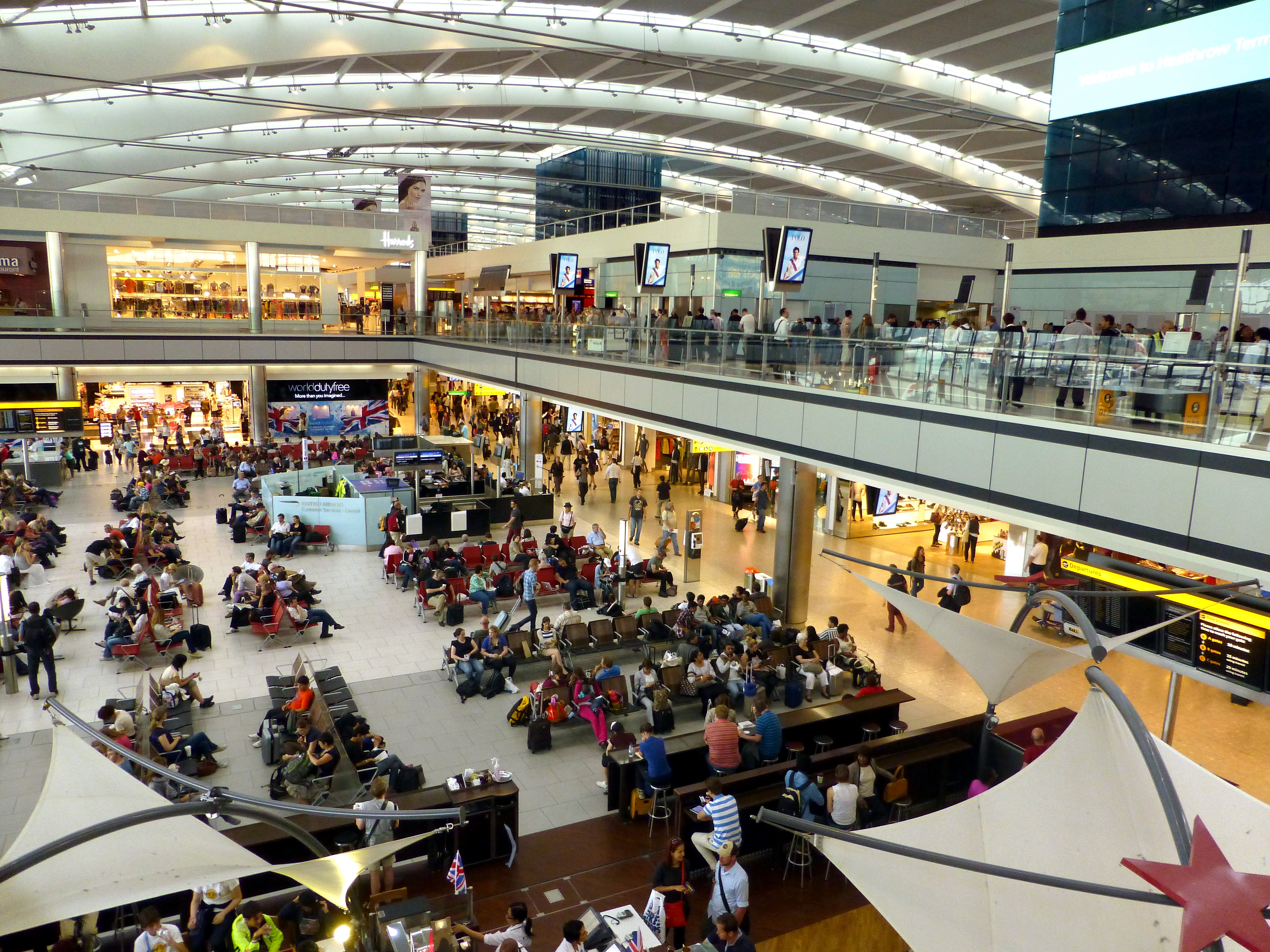
Zone d'attente dans le Terminal 5

Le terminal 5 se situe entre les pistes nord et sud à l'extrémité ouest du site d'Heathrow et a été ouvert par la reine Élisabeth II le 14 mars 2008 quelque 19 ans après sa création. Il a ouvert ses portes au public le 27 mars 2008 et British Airways et sa société partenaire Iberia ont l'usage exclusif de ce terminal. Le premier passager à entrer dans le terminal 5 était un expatrié britannique du Kenya qui est passé par la sécurité à 04h30 ce jour-là. Il a été présenté avec une carte d'embarquement par le PDG de British Airways Willie Walsh pour le premier vol au départ, BA302 à Paris. Au cours des deux semaines qui ont suivi son ouverture, les opérations ont été perturbées par des problèmes avec les systèmes informatiques du terminal, associés à des tests et à une formation du personnel insuffisants, qui ont entraîné l'annulation de plus de 500 vols. Jusqu'en mars 2012, le terminal 5 était exclusivement utilisé par British Airways comme plaque tournante mondiale; Cependant, en raison de la fusion, le 25 mars, les opérations d'Iberia à Heathrow ont été déplacées vers le terminal, ce qui en fait le siège d'International Airlines Group.
Construit à 4,3 milliards de livres sterling, le terminal se compose d'un terminal principal de quatre étages (hall A) et de deux bâtiments satellites reliés au terminal principal par un système de transport souterrain de personnes. Le deuxième satellite (Concourse C), comprend des stands dédiés pour l'Airbus A380. Il est devenu pleinement opérationnel le 1er juin 2011. Le terminal 5 a été élu meilleur terminal d'aéroport de Skytrax World 2014 lors des World Airport Awards.
Le terminal principal (hall A) a une superficie de 300 000 mètres carrés (3 200 000 pieds carrés) tandis que le hall B couvre 60 000 mètres carrés (650 000 pieds carrés). Il dispose de 60 postes d'avion et d'une capacité de 30 millions de passagers par an, ainsi que de plus de 100 magasins et restaurants. Il abrite également le salon phare de British Airways, la salle Concorde, aux côtés de quatre autres salons de marque British Airways.
Un autre bâtiment, désigné Concourse D et de taille similaire à Concourse C, peut encore être construit à l'est du site existant, fournissant jusqu'à 16 autres stands. À la suite de la fusion de British Airways avec Iberia, cela pourrait devenir une priorité, car l'entreprise combinée nécessitera un hébergement à Heathrow sous un même toit pour maximiser les économies de coûts envisagées dans le cadre de l'accord. Une proposition pour le hall D figure dans le plus récent plan d'investissement en capital d'Heathrow.

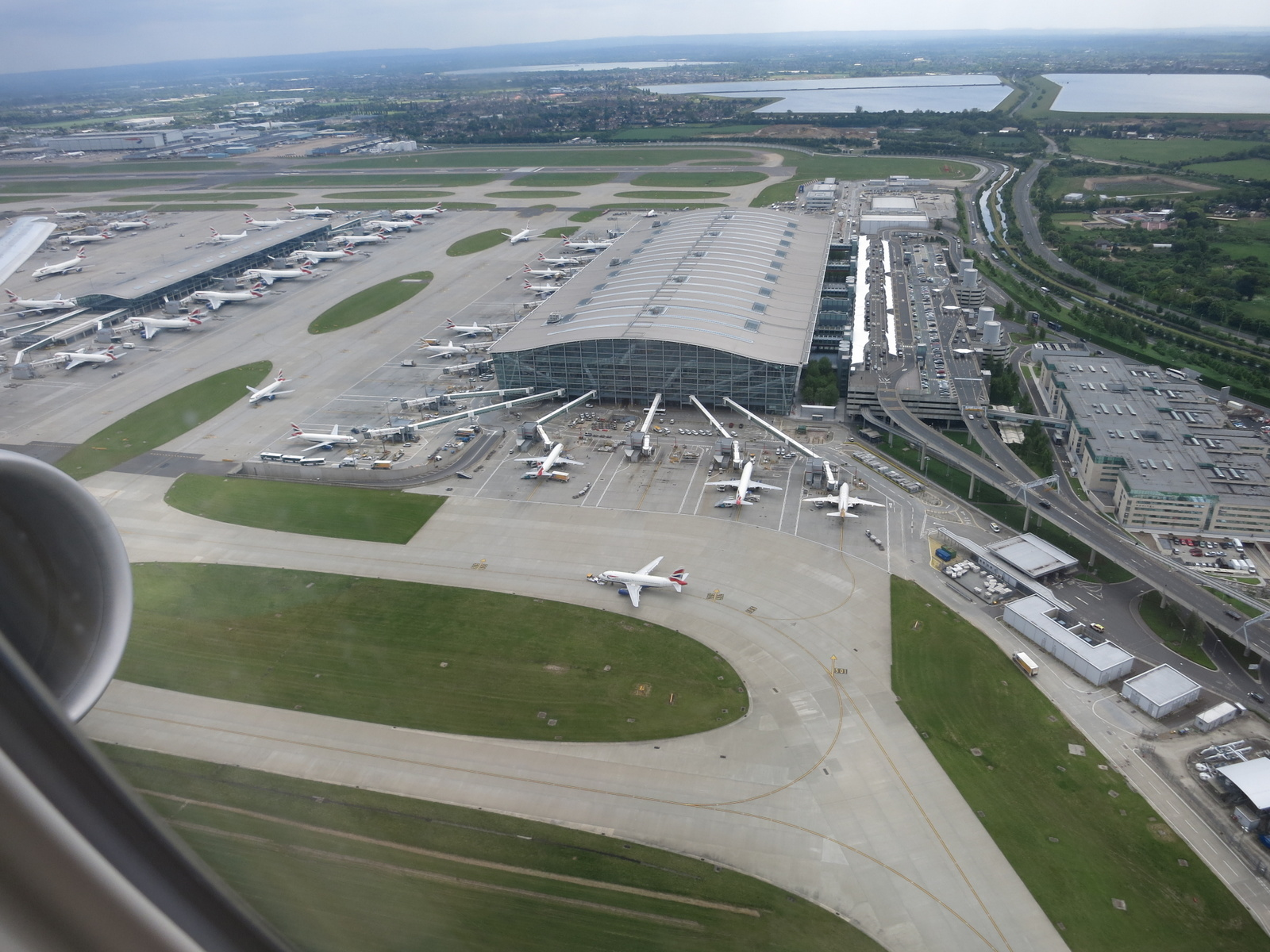
Vue aérienne du Terminal 5B (à gauche) et du Terminal 5 (au centre)

Le réseau de transport autour de l'aéroport a été étendu pour faire face à l'augmentation du nombre de passagers. De nouvelles succursales du Heathrow Express et de la ligne Piccadilly du métro desservent une nouvelle station Heathrow Terminal 5 partagée. Un embranchement autoroutier dédié relie le terminal à la M25 (entre les jonctions 14 et 15). Le terminal dispose d'un parking à étages de 3 800 places. Un parking longue durée plus éloigné pour les voyageurs d'affaires est connecté au terminal par un système de transport rapide personnel, le Heathrow Pod, qui est devenu opérationnel au printemps 2011. Au sein du complexe du terminal, un transporteur de personnes automatisé (APM), connu sous le nom de Transit, est utilisé pour transporter les passagers entre les bâtiments satellites.

### Affectation des terminaux
Depuis juillet 2019, les quatre terminaux passagers d'Heathrow sont répartis comme suit: 
| Terminal   | Airlines and alliances |
| ---------- | --- |
| Terminal 2 | Star Alliance |
| Terminal 3 | Oneworld (sauf Iberia, Malaysia Airlines, Qatar Airways, mais inclus quelques vols de British Airways), Virgin Atlantic, Delta Air Lines, Middle East Airlines |
| Terminal 4 | SkyTeam (sauf Delta Air Lines and Middle East Airlines), Malaysia Airlines, Qatar Airways                                                                      |
| Terminal 5 | British Airways (la plupart des destinations) et Iberia |

À la suite de l'ouverture du Terminal 5 en mars 2008, un programme complexe de déménagements de terminaux a été mis en œuvre. Cela a vu de nombreuses compagnies aériennes se déplacer pour être regroupées dans des terminaux par alliance de compagnies aériennes dans la mesure du possible.
À la suite de l'ouverture de la phase 1 du nouveau terminal 2 en juin 2014, toutes les compagnies aériennes membres de Star Alliance (à l'exception du nouveau membre Air India qui a déménagé au début de 2017) ainsi qu'Aer Lingus et Germanwings ont déménagé au terminal 2 dans le cadre d'un processus échelonné achevé le 22 octobre 2014. De plus, au 30 juin 2015, toutes les compagnies aériennes avaient quitté le terminal 1 en vue de sa démolition pour faire de la place pour la construction de la phase 2 du terminal 2. Certaines autres compagnies aériennes ont effectué d'autres changements mineurs à un stade ultérieur, par exemple Delta Air Lines fusionnant tous les départs du terminal 3 au lieu d'une séparation entre les terminaux 3 et 4.

### Anciens terminaux

#### Terminal 1
Le terminal 1 a ouvert ses portes en 1968 et a été inauguré par la reine Élisabeth II en avril 1969. terminal 1 était la base d'Heathrow pour le réseau domestique et européen de British Airways (BA) et quelques-unes de ses routes long-courriers avant le terminal 5. ouvert. L'acquisition de British Midland International (BMI) en 2012 par le propriétaire de BA International Airlines Group a signifié que British Airways a repris les destinations court-courrier et moyen-courrier de BMI du terminal. Terminal 1 était également la base principale de la plupart des membres de Star Alliance, même si certains étaient également basés au Terminal 3.
Le terminal 1 a fermé ses portes fin juin 2015, le site est maintenant utilisé pour prolonger le terminal 2 qui a ouvert ses portes en juin 2014. Un certain nombre de portes plus récentes utilisées par le terminal 1 ont été construites dans le cadre du développement du terminal 2 et sont être retenu. Les derniers locataires avec British Airways étaient El Al, Icelandair (transféré au Terminal 2 le 25 mars 2015) et LATAM Brasil (le troisième à emménager au Terminal 3 le 27 mai 2015). British Airways a été le dernier opérateur du terminal 1. Deux vols de ce transporteur, un au départ de Hanovre et un en provenance de Bakou, a marqué la fermeture du terminal le 29 juin 2015. Les opérations de British Airways ont été déplacées vers les terminaux 3 et 5.

## Compagnies aériennes et destinations

### Passager
Les compagnies aériennes suivantes exploitent des vols réguliers de passagers à l'aéroport de Londres Heathrow:
| Compagnies                    | Destinations |
| ----------------------------- | --- |
| Aegean Airlines               | Athènes E.-Venizélos |
| Aer Lingus                    | Cork, Dublin, Knock-Irlande Ouest, Shannon |
| Aeroméxico                    | Mexico-B. Juárez |
| Air Algérie                   | Alger-Houari-Boumédiène |
| Air Astana                    | Aktaou, Almaty |
| Air Canada                    | Calgary, Halifax (Stanfield), Montréal (P.-E.-Trudeau), Toronto (Pearson), Vancouver En saison: Bombay-Chhatrapati-Shivaji |
| Air China                     | Pékin-Capitale, Chengdu-Tianfu, Shanghai-Pudong |
| Air France                    | Nice-Côte d'Azur, Paris-Charles de Gaulle |
| Air India                     | Bombay-Chhatrapati-Shivaji, Delhi-Indira Gandhi |
| Air Mauritius                 | Maurice-Sir Seewoosagur Ramgoolam |
| Air Serbia                    | Belgrade-Nikola-Tesla |
| All Nippon Airways            | Tokyo-Haneda |
| American Airlines             | - Boston Logan, - Charlotte-Douglas, - Chicago-O'Hare, - Dallas-Fort Worth, - Los Angeles, - Miami, - New York-John F. Kennedy, - Philadelphie, - Phoenix-Sky Harbor, - Raleigh-Durham, - Seattle-Tacoma |
| Asiana Airlines               | Séoul-Incheon |
| Austrian Airlines             | Vienne-Schwechat |
| Avianca                       | Bogota-El Dorado |
| Azerbaijan Airlines           | Bakou-H. Aliyev |
| Beijing Capital Airlines      | Qingdao-Jiaodong |
| Biman Bangladesh Airlines     | Osmani |
| British Airways               | - Aberdeen-Dyce, - Abuja-N. Azikiwe, - Accra-Kotoka, - Alger-Houari-Boumédiène, - Amman-Reine-Alia, - Amsterdam, - Athènes E.-Venizélos, - Atlanta H.-Jackson, - Austin-Bergstrom, - Baltimore-T. Marshall, - Bangalore-Kempegowda, - Bridgetown-Grantley-Adams, - Bâle-Mulhouse, - Barcelone-El Prat, - Belfast-G. Best, - Berlin-Brandebourg, - Billund, - Bologne-Borgo Panigale, - Bombay-Chhatrapati-Shivaji, - Boston Logan, - Bruxelles-National, - Bucarest-H. Coandă, - Budapest-Ferenc Liszt, - Buenos Aires-Ezeiza, - Casablanca-Mohammed-V, - Chicago-O'Hare, - Cincinnati-Northern Kentucky, - Copenhague-Kastrup, - Cracovie-Jean-Paul II, - Dallas-Fort Worth, - Delhi-Indira Gandhi, - Denver, - Dubaï, - Dublin, - Düsseldorf, - Édimbourg, - Francfort, - Genève-Cointrin, - Gibraltar, - Glasgow, - Göteborg, - Grand Cayman-O. Roberts, - Hambourg-H.-Schmidt, - Hamilton-L.F. Wade, - Hanovre, - Hong Kong , - Houston-George Bush, - Hyderabad-R. Gandhi, - Inverness, - Islamabad-Benazir Bhutto, - Istanbul, - Jersey, - Johannesbourg OR Tambo, - Koweït, - Lagos-Murtala Muhammed, - Larnaca, - Las Vegas-Harry-Reid, - Le Caire, - Le Cap, - Lisbonne-H. Delgado, - Los Angeles, - Luxembourg-Findel, - Lyon-Saint-Exupéry, - Madère-C. Ronaldo, - Madras (Chennai), - Madrid-Barajas, - Malaga-Costa del Sol, - Malé Velana, - Manama-Bahreïn, - Manchester, - Marrakech-Ménara, - Marseille-Provence, - Mexico-B. Juárez, - Miami, - Milan-Linate, - Milan-Malpensa, - Montréal (P.-E.-Trudeau), - Munich-F. J. Strauß, - Nairobi-J. Kenyatta, - Naples-Capodichino, - Nashville, - Nassau L. Pindling, - Newark-Liberty, - Newcastle, - La Nouvelle-Orléans-L. Armstrong, - New York-John F. Kennedy, - Nice-Côte d'Azur, - Nuremberg-A. Dürer, - Oslo-Gardermoen, - Paris-Charles de Gaulle, - Pékin-Daxing, - Philadelphie, - Phoenix-Sky Harbor, - Pise-Galileo Galilei, - Pittsburgh, - Portland, - Porto-F. Sá-Carneiro, - Prague-Václav-Havel, - Providenciales, - Reykjavik-Keflavík, - Rio de Janeiro/Galeão, - Riyad-roi Khaled, - Rome Léonard-de-Vinci/Fiumicino, - San Diego, - San Francisco, - Santiago du Chili-A.-M.-Benítez, - São Paulo/Guarulhos, - Seattle-Tacoma, - Shanghai-Pudong , - Singapour-Changi, - Sofia-Vrajdebna, - Stockholm-Arlanda, - Stuttgart, - Sydney-K. Smith, - Tel Aviv - Ben Gourion, - Ténériffe-Sud Reine Sofia, - Tirana-Mère-Teresa, - Tokyo-Haneda , - Toronto (Pearson), - Toulouse-Blagnac, - Valence, - Vancouver, - Varsovie-Chopin, - Venise - Marco Polo, - Vienne-Schwechat, - Washington-Dulles, - Zagreb-Pleso, - Zurich En saison : - Bastia-Poretta, - Bodrum-Milas, - Brindisi Papola/Casale, - Céphalonie, - Corfou-I. Kapodístrias, - Dalaman, - Doha-Hamad, - Dubrovnik, - Faro, - Figari Sud Corse, - Florence-Peretola, - Grenoble-Alpes-Isère, - Héraklion-N. Kazantzákis, - Ibiza, - Innsbruck-Kranebitten, - Istanbul-S. Gökçen, - Kalamata, - Kos, - La Canée I.-Daskaloyánnis, - Ljubljana-Jože Pučnik, - Mykonos, - Olbia-Costa Smeralda, - Palerme Falcone-Borsellino, - Palma de Majorque, - Paphos, - Pérouse-Sant'Egidio, - Ponta Delgada-Jean Paul II, - Prévéza-Aktion, - Pula, - Rhodes-Diagoras, - Salzbourg-W. A. Mozart, - Santorin, - Split, - Thessalonique-Makedonía, - Tromsø, - Zante D.-Solomós |
| Brussels Airlines             | Bruxelles-National |
| Bulgaria Air                  | Sofia-Vrajdebna |
| Cathay Pacific                | Hong Kong |
| China Airlines                | Taïwan-Taoyuan |
| China Eastern Airlines        | Shanghai-Pudong |
| China Southern Airlines       | Canton-Baiyun, Pékin-Daxing |
| Croatia Airlines              | Zagreb-Pleso En saison : Split |
| Delta Air Lines               | - Atlanta H.-Jackson, - Boston Logan, - Détroit, - Los Angeles , - Minneapolis-Saint-Paul, - New York-John F. Kennedy, - Salt Lake City, - Seattle-Tacoma |
| EgyptAir                      | Le Caire En saison : Louxor |
| El Al                         | Tel Aviv - Ben Gourion |
| Emirates                      | Dubaï |
| Ethiopian Airlines            | Addis-Abeba Bole |
| Etihad Airways                | Abou Dabi |
| Eurowings                     | Cologne/Bonn-K. Adenauer, Düsseldorf, Hambourg-H.-Schmidt, Stuttgart |
| EVA Air                       | Bangkok-Suvarnabhumi, Taïwan-Taoyuan |
| Finnair                       | Helsinki-Vantaa |
| Gulf Air                      | Manama-Bahreïn |
| Hainan Airlines               | Changsha |
| Iberia                        | Madrid-Barajas |
| Icelandair                    | Reykjavik-Keflavík |
| Iran Air                      | Téhéran-Imam-Khomeini |
| ITA Airways                   | Milan-Linate, Rome Léonard-de-Vinci/Fiumicino |
| Japan Airlines                | Tokyo-Haneda |
| JetBlue                       | Boston Logan, New York-John F. Kennedy |
| Kenya Airways                 | Nairobi-J. Kenyatta |
| KLM                           | Amsterdam |
| KM Malta Airlines             | Malte |
| Korean Air                    | Séoul-Incheon |
| Kuwait Airways                | Koweït |
| LATAM Brasil                  | São Paulo/Guarulhos |
| LATAM Perú                    | Lima-J. Chávez |
| Loganair                      | Derry, Ronaldsway-Île de Man |
| LOT Polish Airlines           | Varsovie-Chopin |
| Lufthansa                     | Francfort, Munich-F. J. Strauß En saison: Friedrichshafen-Bodensee, Salzbourg-W. A. Mozart |
| Malaysia Airlines             | Kuala Lumpur |
| Middle East Airlines          | Beyrouth-Rafic Hariri |
| Oman Air                      | Mascate |
| Qantas                        | Melbourne-Tullamarine, Perth, Singapour-Changi, Sydney-K. Smith |
| Qatar Airways                 | Doha-Hamad |
| Royal Air Maroc               | Casablanca-Mohammed-V |
| Royal Brunei Airlines         | Bandar Seri Begawan, Dubaï |
| Royal Jordanian               | Amman-Reine-Alia |
| Rwandair                      | Kigali |
| Saudia                        | Djeddah - Roi-Abdelaziz, Maturín, Riyad-roi Khaled |
| Scandinavian Airlines         | Copenhague-Kastrup, Oslo-Gardermoen, Stavanger, Stockholm-Arlanda En saison : Tromsø |
| Shenzhen Airlines             | Shenzhen-Bao'an |
| Singapore Airlines            | Singapour-Changi |
| SriLankan Airlines            | Colombo-Bandaranaike |
| Swiss International Air Lines | Genève-Cointrin, Zurich |
| TAP Air Portugal              | Lisbonne-H. Delgado |
| TAROM                         | Bucarest-H. Coandă |
| Thai Airways International    | Bangkok-Suvarnabhumi |
| Tianjin Airlines              | Chongqing-Jiangbei, Tianjin Binhai, Xi'an-Xianyang |
| Tunisair                      | Tunis-Carthage |
| Turkish Airlines              | Istanbul |
| United Airlines               | - Boston Logan, - Chicago-O'Hare, - Denver, - Houston-George Bush, - Los Angeles, - Newark-Liberty, - San Francisco, - Washington-Dulles |
| Uzbekistan Airways            | Tachkent |
| Vietnam Airlines              | Hanoï-Nội Bài, Hô Chi Minh Ville (Tân Sơn Nhất) |
| Virgin Atlantic               | - Atlanta H.-Jackson, - Austin-Bergstrom, - Bangalore-Kempegowda, - Bombay-Chhatrapati-Shivaji, - Bridgetown-Grantley-Adams, - Boston Logan, - Delhi-Indira Gandhi, - Johannesbourg OR Tambo, - Lagos-Murtala Muhammed, - Las Vegas-Harry-Reid, - Los Angeles, - Miami, - Montego Bay-Donald Sangster, - Nassau L. Pindling, - New York-John F. Kennedy, - Orlando, - Providenciales, - Saint-Georges - Maurice-Bishop, - Saint John's-V. C. Bird, - Saint-Vincent-Argyle, - San Francisco, - São Paulo/Guarulhos, - Seattle-Tacoma, - Shanghai-Pudong , - Tampa , - Tel Aviv - Ben Gourion, - Washington-Dulles En saison : Dubaï, Le Cap, Malé Velana, Sainte Lucie-Hewanorra |
| Vueling                       | Barcelone-El Prat, Bilbao, Paris-Orly, Saint-Jacques-de-Compostelle |
| WestJet                       | Calgary |

Édité le 02/10/2022 Actualisé le 10/04/2023

### Cargo
| Compagnies aériennes                 | Les destinations |
| ------------------------------------ | --- |
| AirBridgeCargo                       | Leipzig / Halle |
| Cathay Pacific Cargo                 | Delhi, Hong Kong, Paris-Charles de Gaulle |
| DHL Aviation [ citation nécessaire ] | Amsterdam-Schiphol, Bruxelles, East Midlands, Francfort Rhin/Main, Leipzig / Halle, Madrid-Barajas, Milan-Malpensa, Paris-Charles de Gaulle, Porto, Stockholm-Arlanda |
| Emirates SkyCargo                    | Dubaï-Al Maktoum |
| Korean Air Cargo                     | Séoul-Incheon, Paris-Charles de Gaulle |
| Qatar Airways Cargo                  | Bâle / Mulhouse, Doha |
| Singapore Airlines Cargo             | Amsterdam-Schipol, Sharjah, Singapour-Changi |

## Trafic et statistiques

### Aperçu
En 2015, Heathrow était l'aéroport le plus fréquenté d'Europe en termes de trafic total de passagers, avec 14% de passagers de plus que l'aéroport Paris-Charles de Gaulle et 22% de plus que l'aéroport Atatürk d'Istanbul. Heathrow était le quatrième aéroport européen le plus fréquenté par le trafic de fret en 2013, après l'aéroport de Francfort, Paris-Charles de Gaulle et l'aéroport d'Amsterdam-Schiphol.
Le graphique qui aurait dû être présenté ici ne peut pas être affiché car il utilise l'ancienne extension Graph, désactivée pour des questions de sécurité. Des indications pour créer un nouveau graphique avec la nouvelle extension Chart sont disponibles ici.

Voir la requête brute et les sources sur Wikidata.

#### Zoom sur l'impact du Covid-19 de 2019-2020
Le graphique qui aurait dû être présenté ici ne peut pas être affiché car il utilise l'ancienne extension Graph, désactivée pour des questions de sécurité. Des indications pour créer un nouveau graphique avec la nouvelle extension Chart sont disponibles ici.

Voir la requête brute et les sources sur Wikidata.

### Statistiques annuelles de trafic
| An   | Passagers traités | Évol passagers en % | Fret (tonnes) | Évol fret en % | Mouvements d'avions | Évol mouv. d'avions en % |
| ---- | ----------------- | ------------------- | ------------- | -------------- | ------------------- | ------------------------ |
| 1986 | 31 675 779        |                     | 537 131       |                | 315 753             |                          |
| 1987 | 35 079 755        | 10,7                | 574 116       | 6,9            | 329 977             | 4.3                      |
| 1988 | 37 840 503        | 7,9                 | 642 147       | 11,8           | 351 592             | 6.1                      |
| 1989 | 39 881 922        | 5.4                 | 686 170       | 6,9            | 368,429             | 4.6                      |
| 1990 | 42 950 512        | 7,7                 | 695 347       | 1,3            | 390 372             | 5,6                      |
| 1991 | 40 494 575        | 5,7                 | 654 625       | 5,9            | 381 724             | 2.3                      |
| 1992 | 45 242 591        | 11,7                | 754 770       | 15,3           | 406 481             | 6.1                      |
| 1993 | 47 899 081        | 5,9                 | 846 486       | 12,2           | 411 173             | 1.1                      |
| 1994 | 51 713 366        | 8.0                 | 962 738       | 13,7           | 424 557             | 3.2                      |
| 1995 | 54 461 597        | 5.3                 | 1 031 639     | 7.2            | 434 525             | 2.3                      |
| 1996 | 56 049 706        | 2.9                 | 1 040 486     | 0,9            | 440 343             | 1,3                      |
| 1997 | 58 185 398        | 3.8                 | 1 156 104     | 11,1           | 440 631             | 0,1                      |
| 1998 | 60 683 988        | 4.3                 | 1 208 893     | 4.6            | 451 382             | 2.4                      |
| 1999 | 62 268 292        | 2.6                 | 1 265 495     | 4.7            | 458 300             | 1,5                      |
| 2000 | 64 618 254        | 3.8                 | 1 306 905     | 3.3            | 466 799             | 1,8                      |
| 2001 | 60 764 924        | 6.0                 | 1 180 306     | 9,6            | 463 567             | 0,7                      |
| 2002 | 63 362 097        | 4.3                 | 1 234 940     | 4.6            | 466 545             | 0,6                      |
| 2003 | 63 495 367        | 0,2                 | 1 223 439     | 0,9            | 463 650             | 0,6                      |
| 2004 | 67 342 743        | 6.1                 | 1 325 173     | 8.3            | 476 001             | 2.6                      |
| 2005 | 67 913 153        | 0,8                 | 1 305 686     | 1,5            | 477 887             | 0,4                      |
| 2006 | 67 527 923        | 0,6                 | 1 264 129     | 3.2            | 477 048             | 0,2                      |
| 2007 | 68 066 028        | 0,8                 | 1 310 987     | 3.7            | 481 476             | 0,9                      |
| 2008 | 67 054 745        | 1,5                 | 1 397 054     | 6,6            | 478 693             | 0,6                      |
| 2009 | 66 036 957        | 1,5                 | 1 277 650     | 8.5            | 466 393             | 2.6                      |
| 2010 | 65 881 660        | 0,2                 | 1 472 988     | 15,3           | 454 823             | 2,5                      |
| 2011 | 69 433 230        | 5.4                 | 1 484 351     | 0,8            | 480 906             | 5.4                      |
| 2012 | 70 037 417        | 0,9                 | 1 464 390     | 1,3            | 475 176             | 1.2                      |
| 2013 | 72 367 054        | 3.3                 | 1 422 939     | 2.8            | 471 936             | 0,7                      |
| 2014 | 73 374 825        | 1,4                 | 1 498 906     | 5.3            | 472 802             | 0,2                      |
| 2015 | 74 959 058        | 2,2                 | 1 496 551     | 0,2            | 473 087             | 2.7                      |
| 2016 | 75 676 223        | 1.0                 | 1 541 029     | 3,0            | 473 231             | 0,2                      |
| 2017 | 77 988 752        | 3,1                 | 1 698 455     | 9,3            | 474 033             | 0,6                      |
| 2018 | 80 102 027        | 2.7                 | 1 788 815     | 5.3            | 477 604             | 1.0                      |
| 2019 | 80 884 310        | 0,9                 | 1 587 451     | 11,2           | 475 861             | 0,3                      |

### Itinéraires les plus fréquentés
L'aéroport d'Heathrow a traité 80 884 310 passagers en 2019. L'aéroport international John F. Kennedy de New York était l'itinéraire le plus populaire avec 3 192 195 passagers. Le tableau ci-dessous présente les 40 liaisons internationales les plus fréquentées de l'aéroport en 2019.
| Rang | Aéroport              | Nombre total de passagers | Changer 2018/19 |
| ---- | --------------------- | ------------------------- | --------------- |
| 1    | New York – JFK        | 3 192 195                 | 5,2 %           |
| 2    | Dubaï – International | 2 333 127                 | 10,6 %          |
| 3    | Dublin                | 1 855 333                 | 2,5 %           |
| 4    | Amsterdam             | 1 748 216                 | 0,1 %           |
| 5    | Hong Kong             | 1 612 530                 | 2,6 %           |
| 6    | Los Angeles           | 1 602 892                 | 3,3 %           |
| 7    | Francfort             | 1 548 995                 | 0,7 %           |
| 8    | Singapour             | 1 526 634                 | 7.4%            |
| 9    | Madrid                | 1 476 551                 | 4,2 %           |
| 10   | Munich                | 1 266 993                 | 2,0 %           |

| Rang | Aéroport       | Nombre total de passagers | Changer 2018/19 |
| ---- | -------------- | ------------------------- | --------------- |
| 1    | Édimbourg      | 1 196 921                 | 0,1 %           |
| 2    | Glasgow        | 865 008                   | 5,1 %           |
| 3    | Aberdeen       | 692 289                   | 2,4 %           |
| 4    | Belfast-City   | 668 575                   | 2,0 %           |
| 5    | Manchester     | 554 201                   | 15,3 %          |
| 6    | Newcastle      | 461 804                   | 6,9 %           |
| 7    | Newquay        | 141 230                   | Nouvelle route  |
| 8    | Inverness      | 140 358                   | 43,8 %          |
| 9    | Leeds Bradford | 100 809                   | 3,4 %           |
| dix  | Guernesey      | 27 835                    | Nouvelle route  |

## Autres installations
Le siège social de Heathrow Airport Holdings (anciennement BAA Limited) est situé dans le Compass Center près de la piste nord d'Heathrow, un bâtiment qui servait auparavant de centre d'équipage de conduite à British Airways. Le World Business Center Heathrow se compose de trois bâtiments. 1 Le World Business Center abrite les bureaux de l'aéroport d'Heathrow Holdings, de l'aéroport d'Heathrow lui-même et de Scandinavian Airlines. Auparavant, International Airlines Group avait son siège social dans le 2 World Business Center.
À un moment donné, le siège social de British Airways était situé dans l'aéroport d'Heathrow à Speedbird House avant l'achèvement de Waterside, le siège social actuel de BA à Harmondsworth, en juin 1998.
Au nord de l'aérodrome se trouve la Northern Perimeter Road, le long de laquelle la plupart des agences de location de voitures d'Heathrow sont basées, et Bath Road, qui lui est parallèle, mais en dehors du campus de l'aéroport. C'est surnommé "The Strip" par les habitants, en raison de sa ligne continue d'hôtels d'aéroport.

## Incidents et accidents
- Le 3 mars 1948, Sabena Douglas DC3 OO-AWH s'écrase dans le brouillard. Trois membres d'équipage et 19 des 22 passagers à bord sont morts.
- Le 31 octobre 1950, BEA Vickers Viking G-AHPN s'est écrasé à Heathrow après avoir heurté la piste lors d'une remise des gaz. Trois membres d'équipage et 25 passagers sont morts.
- Le 16 janvier 1955, un BEA Vickers Viscount (immatriculé G-AMOK) s'est écrasé dans des barrières en décollant dans le brouillard d'une piste désaffectée parallèle à la piste souhaitée. Il y a eu 2 blessés.
- Le 22 juin 1955, une BOAC de Havilland Dove (immatriculation: G-ALTM) s'est écrasée juste à côté de la piste lors d'un vol de tournage lorsque le pilote a coupé le moteur incorrect. Il n'y a eu aucune victime.
- Le 1er octobre 1956, un XA897, un bombardier stratégique Avro Vulcan de la Royal Air Force, s'écrase à Heathrow après une approche par mauvais temps. Le Vulcan a été le premier à être livré à la RAF et revenait d'un vol de démonstration en Australie et en Nouvelle-Zélande. Le pilote et le copilote se sont éjectés et ont survécu, mais les quatre autres occupants ont été tués.
- Le 7 janvier 1960, le Vickers Viscount G-AOHU de BEA a été endommagé au-delà de toute réparation économique lorsque la roue avant s'est effondrée à l'atterrissage. Un incendie s'est alors développé et a brûlé le fuselage. Il n'y a eu aucune victime parmi les 59 personnes à bord.
- Le 27 octobre 1965, le BEA Vickers Vanguard G-APEE, en provenance d'Édimbourg, s'est écrasé sur la piste 28R alors qu'il tentait d'atterrir par mauvaise visibilité. Les 30 passagers et six membres d'équipage à bord sont morts.
- Le 8 avril 1968 BOAC Vol 712 Boeing 707 G-ARWE, au départ pour l'Australie via Singapour, a subi un incendie moteur juste après le décollage. Le moteur est tombé de l'aile dans une gravière voisine à Staines, avant que l'avion ne parvienne à effectuer un atterrissage d'urgence avec l'aile en feu. Cependant, l'avion a été consumé par le feu une fois au sol. Cinq personnes - quatre passagers et un agent de bord - sont décédées, tandis que 122 ont survécu. L'agent de bord, Barbara Harrison, qui a aidé à l'évacuation, a reçu à titre posthume la Croix de George.
- Le 3 juillet 1968, la tige de commande des volets de port de G-AMAD, un Airspeed Ambassador exploité par BKS Air Transport, est tombée en panne en raison de la fatigue, permettant ainsi aux volets de port de se rétracter. Cela a entraîné un mouvement de roulis vers bâbord qui n'a pas pu être contrôlé pendant l'approche, ce qui a amené l'avion à entrer en contact avec l'herbe et à dévier vers le terminal. Il a heurté deux appareils Hawker Siddeley Trident de British European Airways stationnés, a pris feu et s'est immobilisé contre le rez-de-chaussée du terminal. Six des huit membres d'équipage sont morts, tout comme huit chevaux à bord. Le Trident G-ARPT a été radié et le Trident G-ARPI a été gravement endommagé, mais réparé par la suite, avant d'être perdu lors du crash de Staines en 1972.
- Le 18 juin 1972, le Trident G-ARPI, opérant sous le nom de BEA548, s'est écrasé dans un champ près du Crooked Billet Public House, Staines, deux minutes après son décollage. Les 118 passagers et membres d'équipage à bord sont morts.
- Le 5 novembre 1997, un Airbus 340-300 (G-VSKY) exploité par Virgin Atlantic a effectué un atterrissage d'urgence depuis Los Angeles après avoir tenté de libérer le train principal. Il n'a pas réussi à le faire. L'avion a atterri mais le dessous des moteurs 1, 2 et 4 a été endommagé. L'avion a cassé les feux de piste et endommagé la piste et le train d'atterrissage droit a été arraché de l'avion. 7 personnes ont été légèrement blessées lors de l'évacuation, mais aucune autre blessure n'a été signalée.
- Le 17 janvier 2008, un Boeing 777-236ER de British Airways, G-YMMM, opérant le vol BA038 en provenance de Pékin, s'est écrasé à Heathrow. L'avion a atterri sur de l'herbe à proximité de la piste sud, puis a glissé jusqu'au bord de la piste et s'est arrêté au seuil, causant 18 blessures légères. L'enquête a montré que l'avion a subi une perte de poussée causée par le givrage du carburant.

### Incidents de terrorisme et de sécurité
- Le 8 juin 1968, James Earl Ray, l'homme reconnu coupable de l'assassinat de Martin Luther King, Jr., le 4 avril 1968, a été capturé et arrêté à l'aéroport d'Heathrow alors qu'il tentait de quitter le Royaume-Uni pour la Rhodésie (aujourd'hui le Zimbabwe) avec un faux passeport canadien.
- Le 6 septembre 1970, El Al Flight 219 a subi une tentative de détournement par deux membres du FPLP. Un pirate de l'air a été tué et l'autre a été maîtrisé lorsque l'avion a effectué un atterrissage d'urgence à l'aéroport d'Heathrow.
- Le 19 mai 1974, l'IRA a posé une série de bombes dans le parking du terminal 1. Deux personnes ont été blessées par les explosions.
- Le 26 novembre 1983, le vol de Brink's-Mat a eu lieu, dans lequel 6 800 lingots d'or d'une valeur de près de 26 000 000 £ ont été volés dans une chambre forte près de Heathrow. Seule une petite quantité d'or a été récupérée et seuls deux hommes ont été reconnus coupables du crime.
- Le 17 avril 1986, des explosifs semtex ont été trouvés dans le sac d'une Irlandaise enceinte tentant de monter à bord d'un vol El Al. Les explosifs lui avaient été donnés par son petit-ami jordanien et le père de son enfant à naître, Nizar Hindawi. L'incident est devenu connu sous le nom d'Affaire Hindawi.
- Le 21 décembre 1988, le vol Pan Am 103 de Heathrow à New York JFK a explosé au-dessus de Lockerbie, en Écosse, tuant les 259 personnes à bord et 11 autres personnes au sol. Cela reste également l'attaque la plus meurtrière contre un avion américain.
- En 1994, sur une période de six jours, Heathrow a été prise pour cible à trois reprises (8, 10 et 13 mars) par l'IRA, qui a tiré 12 mortiers. Heathrow était une cible symbolique en raison de son importance pour l'économie britannique, et de nombreuses perturbations ont été causées lorsque des zones de l'aéroport ont été fermées au cours de la période. La gravité de l'incident a été aggravée par le fait que la Reine était ramenée à Heathrow par la RAF le 10 mars.
- En mars 2002, des voleurs ont volé 3 000 000 $ US qui étaient arrivés sur un vol de South African Airways.
- En février 2003, l'armée britannique a été déployée à Heathrow avec 1 000 policiers en réponse à des informations selon lesquelles des terroristes d'al-Qaïda pourraient lancer des attaques de missiles sol-air sur des avions de ligne britanniques ou américains.
- Le 17 mai 2004, le Flying Squad d'Écosse Yard a déjoué une tentative de sept hommes de voler 40 000 000 £ en lingots d'or et une quantité similaire d'argent dans l'entrepôt de Swissport à Heathrow.
- Le 25 février 2008, des militants de Greenpeace protestant contre le projet de construction d'une troisième piste ont réussi à traverser le tarmac et à grimper au sommet d'un Airbus A320 de British Airways, qui venait d'arriver de l'aéroport de Manchester. Vers 9 h 45 GMT, les manifestants ont dévoilé une bannière "Climate Emergency - No Third Runway" au-dessus du panneau arrière de l'avion. À 11h00 GMT, quatre arrestations avaient été effectuées.
- Le 13 mars 2008, un homme avec un sac à dos a escaladé la clôture du périmètre sur la piste 27R et a traversé le terrain en courant, ce qui a entraîné son arrestation. Une explosion contrôlée de son sac a eu lieu, mais rien de suspect n'a été trouvé, et la police métropolitaine a déclaré plus tard que l'incident n'était pas lié au terrorisme.
- Le 13 juillet 2015, treize militants du groupe de protestation contre le changement climatique Plane Stupid ont réussi à franchir la clôture périphérique et à accéder à la piste nord. Ils se sont enchaînés en signe de protestation, interrompant des centaines de vols. Tous ont finalement été arrêtés.

### Autres incidents
- Le 18 décembre 2010, des chutes de neige «lourdes» (9 cm, selon l'enquête sur la résilience hivernale d'Heathrow) provoqué la fermeture de tout l'aéroport, provoquant l'un des plus grands incidents de tous les temps à Heathrow. 4 000 vols ont été annulés en cinq jours et 9 500 passagers ont passé la nuit à Heathrow le 18 décembre après les premières chutes de neige. Les problèmes étaient causés non seulement par la neige sur les pistes, mais également par la neige et la glace sur les 198 stationnements qui étaient tous occupés par des avions.
- Le 12 juillet 2013, l'ELT d'un Boeing 787 Dreamliner d'Ethiopian Airlines stationné à l'aéroport d'Heathrow a pris feu en raison d'un court-circuit. Il n'y avait aucun passager à bord et aucune blessure. Egalement connu sous le nom de Boeing 787 Dreamliner.
- À partir du 12 septembre 2019, le groupe de campagne sur le changement climatique, Heathrow Pause, a tenté de perturber les vols à destination et en provenance de l'aéroport d'Heathrow à Londres en faisant voler des drones dans la zone d'exclusion de l'aéroport. L'action n'a pas réussi à perturber les vols et dix-neuf personnes ont été arrêtées.

## Expansion et plans futurs

### Extension de la piste et du terminal
Il existe une longue histoire de propositions d'expansion pour Heathrow depuis qu'il a été désigné pour la première fois comme un aéroport civil. À la suite de l'annulation du projet Maplin en 1974, un quatrième terminal a été proposé mais une expansion au-delà de cela a été exclue. Cependant, les enquêtes sur les aéroports de 1981-1983 et le Livre blanc sur la politique des aéroports de 1985 envisageaient une nouvelle expansion et, à la suite d'une enquête publique de quatre ans en 1995-1999, le terminal 5 a été approuvé. En 2003, après de nombreuses études et consultations, le Livre blanc sur l'avenir du transport aérien a été publié, qui proposait une troisième piste à Heathrow, ainsi qu'une deuxième piste à l'aéroport de Stansted. En janvier 2009, le secrétaire aux Transports de l'époque, Geoff Hoon, a annoncé que le gouvernement britanniquea soutenu l'expansion d'Heathrow en construisant une troisième piste de 2 200 mètres (7 200 pieds) et un sixième terminal. Cette décision a suivi le livre blanc de 2003 sur l'avenir du transport aérien au Royaume-Uni, et une consultation publique en novembre 2007. Ce fut une décision controversée qui a rencontré une large opposition à cause des émissions de gaz à effet de serre, de l'impact sur les communautés locales, ainsi que des problèmes de bruit et de pollution de l'air.
Avant les élections générales de 2010, les partis conservateurs et libéraux démocrates ont annoncé qu'ils empêcheraient la construction d'une troisième piste ou toute nouvelle expansion matérielle de la capacité opérationnelle de l'aéroport. Le maire de Londres, alors Boris Johnson, a estimé que Londres avait besoin de plus de capacité aéroportuaire, favorisant la construction d'un tout nouvel aéroport dans l'estuaire de la Tamise plutôt que d'agrandir Heathrow. Après que la coalition conservateur-libéral-démocrate a pris le pouvoir, il a été annoncé que la troisième extension de piste avait été annulée. Deux ans plus tard, les principaux conservateurs auraient changé d'avis sur le sujet.
Une autre proposition visant à étendre la capacité d'Heathrow était le Heathrow Hub, qui vise à étendre les deux pistes sur une longueur totale d'environ 7 000 mètres et à les diviser en quatre afin qu'elles fournissent chacune deux pistes complètes, permettant des décollages et des atterrissages simultanés tout en diminuant les niveaux de bruit.
En juillet 2013, l'aéroport a soumis trois nouvelles propositions d'agrandissement à la Commission des aéroports, qui a été créée pour examiner la capacité aéroportuaire dans le sud-est de l'Angleterre. La Commission des aéroports était présidée par Sir Howard Davies qui, au moment de sa nomination, était à l'emploi de GIC Private Limited (anciennement connu sous le nom de Government Investment Corporation of Singapore) et membre de son conseil consultatif international. GIC Private Limited était alors (2012), comme il l'est encore aujourd'hui, l'un des principaux propriétaires d'Heathrow. Sir Howard Davies a démissionné de ces postes après confirmation de sa nomination à la tête de la Commission des aéroports, bien qu'il ait été observé qu'il n'avait pas identifié ces intérêts lorsqu'il avait été invité à remplir le registre des intérêts de la Commission des aéroports. Chacune des trois propositions qui devaient être examinées par la commission de Sir Howard Davies impliquait la construction d'une troisième piste, soit au nord, au nord-ouest ou au sud-ouest de l'aéroport.
La commission a publié son rapport intérimaire en décembre 2013, en présélectionnant trois options: la troisième option de piste nord-ouest à Heathrow, l'extension d'une piste existante à Heathrow et une deuxième piste à l'aéroport de Gatwick. Après la publication de ce rapport, le gouvernement a confirmé qu'aucune option n'avait été exclue pour l'expansion de l'aéroport dans le sud-est et qu'une nouvelle piste ne serait pas construite à Heathrow avant 2015. Le rapport complet a été publié le 1er juillet 2015 et a soutenu une troisième piste, au nord-ouest, à Heathrow. La réaction au rapport a été généralement négative, en particulier de la part du maire de Londres, Boris Johnson. Un conservateur de haut niveau a déclaré à Channel 4: "Howard Davies a jeté un tas de caca fumant sur le bureau du Premier ministre." Le 25 octobre 2016, le gouvernement a confirmé que Heathrow serait autorisé à construire une troisième piste; cependant, une décision finale ne sera prise qu'à l'hiver 2017/18, après consultations et votes du gouvernement. La première année d'ouverture serait 2025. Le 5 juin 2018, le gouvernement britannique a approuvé la troisième piste, avec un vote complet prévu pour le Parlement. Le 25 juin 2018, la Chambre des communes a voté, 415-119, en faveur de la troisième piste. Le projet de loi a reçu l'appui de la plupart des députés des partis conservateurs et travaillistes. Un contrôle judiciaire contre la décision est en cours de lancement par quatre autorités locales de Londres affectées par l'expansion – Wandsworth, Richmond, Hillingdon et Hammersmith et Fulham – en partenariat avec Greenpeace et le maire de Londres Sadiq Khan. Khan a précédemment déclaré qu'il intenterait une action en justice si elle était adoptée par le Parlement. En février 2020, la Cour d'appel d'Angleterre et du pays de Galles bloque le projet de la troisième piste pour non-respect des objectifs du gouvernement vis à vis de l'Accord de Paris sur le climat. En décembre 2020, la cour suprême britannique revient sur le jugement de la cour d'appel de février et approuve le projet.

### Nouvelles propositions de transport
À l'heure actuelle, toutes les liaisons ferroviaires avec l'aéroport d'Heathrow s'étendent le long d'un axe est-ouest vers et depuis le centre de Londres, et un certain nombre de projets ont été proposés au fil des ans pour développer de nouvelles liaisons de transport ferroviaire avec d'autres parties de Londres et avec des gares en dehors de la ville. Ce service ferroviaire principal devrait être étendu au centre de Londres et à l'Essex lors de l'ouverture de la ligne Elizabeth, actuellement en construction.
Une proposition de 2009 visant à créer une liaison sud avec Londres Waterloo via la ligne Waterloo–Reading a été abandonnée en 2011 en raison d'un manque de financement et de difficultés avec un grand nombre de passages à niveau sur la route de Londres. Un plan pour relier Heathrow à la ligne de chemin de fer High Speed 2 (HS2) prévue (avec une nouvelle gare, Heathrow Hub) a également été supprimé des plans HS2 en mars 2015.
Parmi les autres projets envisagés, citons une liaison de transport rapide entre les aéroports de Heathrow et de Gatwick, connue sous le nom de Heathwick, qui permettrait aux aéroports de fonctionner conjointement en tant que plaque tournante de la compagnie aérienne ; En 2018, le ministère des Transports a commencé à inviter des propositions de liaisons ferroviaires financées par le privé vers l'aéroport d'Heathrow. Les projets envisagés dans le cadre de cette initiative comprennent:
- l'approche de Western Rail à Heathrow, une proposition de dérivation de la Great Western Main Line pour relier Heathrow à Reading, Slough, le sud-ouest, le sud du pays de Galles et les West Midlands ;
- Heathrow Southern Railway, un schéma similaire à la proposition abandonnée d'Airtrack, qui relierait la gare du terminal 5 à Chertsey ou Virginia Water, Staines, Londres Waterloo, Guildford et Clapham Junction ;
- HS4Air, une proposition de nouvelle ligne ferroviaire à grande vitesse qui relierait HS2 à la ligne à grande vitesse 1 et au tunnel sous la Manche via une route sud, avec des gares aux aéroports de Heathrow et de Gatwick.

### Heathrow City
Le bureau du maire de Londres et Transport for London ont commandé des plans en cas de fermeture de Heathrow – pour le remplacer par une grande zone bâtie. Certains plans semblent montrer le terminal 5, ou une partie de celui-ci, conservé comme centre commercial.

## Source
- (en) Cet article est partiellement ou en totalité issu de l’article de Wikipédia en anglais intitulé « London Heathrow Airport » (voir la liste des auteurs).